# Thugny-Trugny
 Thugny-Trugny  là một xã ở tỉnh Ardennes, thuộc vùng Grand Est ở phía bắc nước Pháp.